# Jajce (mesto)
Jajce (srbsko cirilsko Јајце) je mesto v Bosni in Hercegovini v Osrednjebosanskem kantonu Federacije BiH. Leži na križišču cest med Banja Luko in Mrkonjić Gradom ter Donjim Vakufom. 
Tukaj se stekata reki Pliva in Vrbas. Je v regiji Bosanska Krajina. Po popisu iz leta 2013 je imelo mesto 7172 prebivalcev, v občini pa 27.258 prebivalcev; prebivalstvo je mešano, zdaj samo še bošnjaško-hrvaško.

## Zgodovina

### Starodavno obdobje
Jajški mitrej je tempelj, posvečen bogu sonca Mitri. Boga so častili in kult razširili v druge dele Rimskega cesarstva po sredozemskem bazenu s strani sužnjev in trgovcev z Orienta ter rimskih vojakov, ki so prišli v stik s privrženci kulta na vzhodu. Tempelj je datiran v 2. stoletje našega štetja in je bil prenovljen nekje v 4. stoletju našega štetja. Ta poseben mitrej je znan kot eden najbolje ohranjenih v Evropi. Odkrili so ga po naključju med gradnjo zasebne hiše. Tempelj je zaščiten s steklenimi stenami, tako da lahko obiskovalci vidijo notranjost tudi brez vstopa v objekt. Za vstop in bližji ogled pa se morajo obiskovalci predhodno najaviti v Etnološkem muzeju Jajce.
Jajški mitrej je bil razglašen za nacionalni spomenik Bosne in Hercegovine.

### Bosansko kraljestvo
Hrvoje Vukčić Hrvatinić je na vrhuncu svoje moči ustanovil mesto Jajce in zgradil trdnjavo na mestu prejšnje utrdbe. Domneva se, da bi lahko bila ena od lokacij njegove smrti Jajce, kjer je zgradil svojo grobnico, znano kot Jajške katakombe. Druga lokacija njegovega pokopa pa naj bi bila Zgošća pri Kaknju, kjer je bil najden zgoški steček, grobni megalit.
Jajce je bilo prvič zgrajeno v 14. stoletju in je v tem času služilo kot glavno mesto neodvisne Kraljevine Bosne. Prva omembe imena Jajce v pisnih virih je iz leta 1396, vendar je trdnjava obstajala že pred tem. Mesto ima vrata kot del utrdbe in grad z obzidjem, ki vodi do različnih vrat po mestu. Približno 10–20 kilometrov od Jajca je grad Komotin in mestno območje, ki je starejše, a manjše od Jajca. Domneva se, da je bilo mesto Jajce ustanovljeno po tem, ko je Komotin prizadela črna kuga.

### Jajška banovina
Jajce je bilo rezidenca zadnjega bosanskega kralja Stjepana Tomaševića. Spomladi 1463 so Osmani pod vodstvom sultana Mehmeda II. oblegali in zasedli mesto ter usmrtili kralja Stjepana Tomaševića. Vendar so mesto držali le šest mesecev, ker so se morali umakniti pred ogrsko vojsko, ki je konec istega leta zasedla Jajce. Ogrsko kraljestvo je v tistem trenutku skušalo izkoristiti priložnost za dosego dolgoročnega cilja osvojitve Bosanskega kraljestva. Po smrti bosanskega kralja se je odprla priložnost, da ogrski kralj Matija Korvin poskuša osvojiti Bosno pred Osmani, kar je privedlo do obleganja Jajca in zatiranja napredovanja osmanskih sil. To je za skoraj pol stoletja spodkopalo osmanske načrte, v tem času pa so Ogri ustanovili Jajško banovino. Kraljica Katarina Kosača je pred smrtjo leta 1478 obnovila cerkev sv. Marije v Jajcu, danes najstarejšo cerkev v mestu.

#### Jajski napis
Leta 1866 so na cesti od Jajca do Broda odkrili glagolski napis z besedilom »ⰂⰀ ⰂⰓⰋⰮⰅ ⰖⰈⰮⰑⰆⰐⰑⰃ ⰍⰐⰅⰈⰀ ⰗⰅⰓⰅⰐⰜⰀ ⰁⰅⰓⰋⰔⰀⰎⰋⰛⰀ", 'V času kneza Ferenca Berisalića', ki se nanaša na Franja Berislavića Doborskega/Grabarskega iz družine Berislavić iz Grabarja, ki je bil večkrat jajški ban na prelomu 16. stoletja. Njegovo odkritje je leta 1885 prvič objavil Mile Magdić ali morda že prej, vendar je bilo malo znano razen zgodovinarjem te družine, kot je Josip Koprivčević, ker je bilo Jajce tako daleč od mesta, kjer je bila večina glagoličnih napisov. Pojavil se je na več seznamih napisov v glagolici, vendar se domneva, da je napis sam izgubljen.

### Osmansko obdobje
Leta 1527 je Jajce padlo v roke Osmanov. Pod Osmani je mesto izgubilo svoj strateški pomen, saj se je meja pomaknila severneje.
Obstaja več cerkva in mošej, zgrajenih v različnih časih med različnimi vladavinami, zaradi česar je Jajce v tem pogledu precej raznoliko mesto.

### Obdobje Avstro-Ogrske
Jajce je bilo skupaj z ostalo Bosno in Hercegovino pod upravo Avstro-Ogrske od leta 1878 do 1918. Frančiškanski samostan svetega Luke je bil dokončan leta 1885.

### Druga svetovna vojna
V letih 1929–1941 je bilo Jajce del Vrbaske banovine Kraljevine Jugoslavije. Med drugo svetovno vojno je Jajce pridobilo pomen kot središče velikega dela svobodnega ozemlja in 29. novembra 1943 gostilo drugo konvencijo Protifašističnega sveta narodne osvoboditve Jugoslavije (AVNOJ). Tam so se predstavniki celotne Jugoslavije odločili za ustanovitev federativne Jugoslavije, ki bi imela enakopravnost med svojimi etničnimi skupinami, in določili, da bo Bosna in Hercegovina ena od njenih konstitutivnih republik. Povojno gospodarstvo Jajca v socialističnem času je temeljilo na industriji in turizmu.

### Bosanska vojna
Na začetku bosanske vojne je bilo Jajce naseljeno z ljudmi iz vseh etničnih skupin in je bilo na stičišču med območji z večino bosanskih Srbov na severu, območji z večino Bošnjakov na jugovzhodu in območji z večino bosanskih Hrvatov na jugozahodu.
Konec aprila in v začetku maja 1992 so skoraj vsi etnični Srbi zbežali ali bili izgnani na ozemlje pod nadzorom Republike Srbske. Poleti 1992 je Vojska Republike srbske (VRS) začela močno bombardirati mesto. Jajce so branile hrvaške (HVO) in bošnjaške (ARBiH) sile z dvema ločenima poveljniškima linijama, vendar so 29. oktobra padle v roke srbskih sil. Umikajočim se silam se je pod ostrostrelskim streljanjem in granatiranjem VRS pridružila kolona 30.000 do 40.000 civilnih beguncev, ki se je raztezala 16 kilometrov proti Travniku. Shrader ga je opredelil kot »največji in najbolj beden posamezni eksodus« bosanske vojne.
Bošnjaki so se preselili v srednjo Bosno, Hrvati pa so se zaradi naraščajočih napetosti preselili na Hrvaško ali bližje hrvaški meji. Do novembra 1992 se je predvojno prebivalstvo Jajca zmanjšalo s 45.000 na le nekaj tisoč.
V naslednjih tednih so bile v Jajcu porušene vse mošeje in katoliške cerkve. Domneva se, da so pravoslavno cerkev 10. in 11. oktobra porušili pripadniki tako imenovane »krajiške brigade« Armije BiH. VRS je mestni frančiškanski samostan preuredila v zapor, njegove arhive, muzejske zbirke in umetnine pa izropala; samostanska cerkev je bila popolnoma uničena. Do leta 1992 so bili vsi verski objekti v Jajcu uničeni, razen dveh mošej, ki sta bili zaradi nevarne lege na vrhu hriba neprimerni za rušenje.
Jajce je skupaj z Bosanskim Petrovcem sredi septembra 1995 med operacijo Mistral 2 ponovno zavzel Hrvaški obrambni svet (HVO), potem ko so sile VRS evakuirale srbsko prebivalstvo. Jajce je po Daytonskem sporazumu postalo del Federacije Bosne in Hercegovine. Bošnjake, ki so se vračali, je v začetku avgusta 1996 najprej blokirala množica Hrvatov, ki jo je po trditvah ameriškega diplomata Roberta Gelbarda osebno vodil obsojeni vojni zločinec bosanskih Hrvatov Dario Kordić. Bošnjaški begunci so se lahko mirno vrnili le nekaj tednov pozneje, spremljali pa so jih številni drugi. Dario Kordić se je predal in bil po političnem pritisku na Zagreb, predvsem s strani ZDA, prepeljan v Haag.
Precejšnje število srbskih beguncev se je naselilo v Brčkem, ostali pa v Mrkonjić Gradu, Šipovu in Banja Luki.

## Turizem
Jajce je bilo v času Jugoslavije priljubljena turistična destinacija, predvsem zaradi zgodovinskega pomena zasedanja AVNOJ-a. Turizem je znova zaživel, njegova številka (20–55.000 turistov v letih 2012–2013) pa je relevantna glede na število prebivalcev občine (25.000). Turisti iz vse nekdanje Jugoslavije še vedno predstavljajo večino obiskovalcev Jajca, vendar se je od začetka 2000-ih povečalo tudi število turistov z Bližnjega vzhoda. Precejšen delež turistov predstavljajo tudi organizirani šolski izleti. Pomlad in jesen sta glavni turistični sezoni.
Mesto je znano po čudovitem 22 metrov visokem slapu, kjer se reka Pliva sreča z reko Vrbas. Med vojno v Bosni so jo poškodovale visoke vode in hude poplave, saj je bilo območje HE Jajce-1 na fronti in ne obratuje; nenaden dvig gladine vode in izpust sta ustvarila plimski val, ki je poškodoval travertinsko telo slapa.
Jajce leži med gorami; v bližini mesta je čudovita pokrajina, reke, kot sta Vrbas in Pliva, ter jezera, kot je Plivsko jezero, ki je tudi priljubljena destinacija za domačine in turiste. Nedaleč od Jajca so gore, ki so visoke preko 2000 metrov, kot je Vlašić pri mestu Travnik. Potovanje po gorskih cestah do mesta nekaterim obiskovalcem morda ne bo prijetno, saj so ceste v slabem stanju, a pokrajina je slikovita.

## Prebivalstvo
| . Občina Jajce, popis 1991.; skupaj: 45.007 Muslimani 17.380 (38,61 %) Hrvati 15.811 (35,13 %) Srbi 8.663 (19,24 %) Jugoslovani 2.496 (5,54 %) drugi in neznano 657 (1,45 %) | . Jajce, popis 1991.; skupaj: 13.579 Muslimani 5.277 (38,86 %) Srbi 3.797 (27,96 %) Hrvati 1.899 (13,98 %) Jugoslovani 2.217 (16,32 %) drugi in neznano 389 (2,88 %) |